# 2246 Bowell
Bowell (asteroide 2246, com a designação provisória 1979 XH) é um asteroide da cintura principal com um diâmetro de 44,21 quilómetros, a 3,582758 UA. Possui uma excentricidade de 0,0923592 e um período orbital de 2 864,5 dias (7,85 anos).
Bowell tem uma velocidade orbital média de 14,99135881 km/s e uma inclinação de 6,49646º.
Este asteroide foi descoberto em 14 de Dezembro de 1979 por Edward Bowell.
O seu nome é uma homenagem ao seu descobridor, o astrônomo americano Edward Bowell, nome proposto por Brian Marsden.